# Musca avarus
Musca avarus är en tvåvingeart som först beskrevs av Harris 1780.  Musca avarus ingår i släktet Musca och familjen myllflugor. Inga underarter finns listade i Catalogue of Life.